# Alopecosa virgata
Alopecosa virgata là một loài nhện trong họ Lycosidae.
Loài này thuộc chi Alopecosa. Alopecosa virgata được Kyukichi Kishida miêu tả năm 1909.